# Lac Sivers
Le lac Sivers (en letton, Sivers, Sīvers ou Sīvera ezers) est un lac de Lettonie, qui vient en neuvième place au niveau national pour ce qui est de la superficie (17,59 km²).

## Situation
Le lac Sivers est situé en Latgalie (Sud-Est de la Lettonie). Ses eaux sont partagées entre deux communes rurales (pagasts), Auleja pour sa partie occidentale et Skaista pour sa partie orientale. Depuis la réforme de 2009, elles ont été toutes deux intégrées dans la municipalité unifiée (novads) de Krāslava, dans l'ancien district du même nom.
Par ailleurs, certains tronçons de son rivage sont limitrophes de deux autres communes rurales: au sud-ouest, celle de Kombuļi, dans la même municipalité de Krāslava, et au nord, celle de Konstantinova, composante de la municipalité de Dagda.

## Le plan d'eau
L'émissaire du lac Sivers est un affluent de droite de la Daugava, la Dubna, dans laquelle son trop-plein se déverse via les lacs Ārdavs et Lejs.
Fangeux par endroits, le fond du lac Sivers est essentiellement pierreux ou sablonneux, avec de nombreux affleurements de sources. Ses rives sont généralement basses. La régulation de son débit de sortie, en 1929, a abouti à faire baisser le niveau de ses eaux, lesquelles sont sujettes presque chaque année à des épisodes d'efflorescence algale, dus à l'eutrophisation. On y relève néanmoins dix espèces de poissons.

## Les îles
Le lac Sivers compte quelque 26 îles, d'une superficie totale de 53,1 ha.
- Apaļā Niedru sala (0,59 ha)
- Apšu sala (0,35 ha)
- Bērzu sala (1,27 ha)
- Bezvārda sala 1 (0,27 ha)
- Bezvārda sala 2 (0,17 ha)
- Bridina sala (0,66 ha)
- Grūtā sala (0,8 ha)
- Kanališķu sala (0,18 ha)
- Krūklīša sala (1,08 ha)
- Lielā Bernatava (2,75 ha)
- Lielā Luņu sala (1,72 ha)
- Lielā Verbas sala (0,97 ha)
- Lielā sala (25,1 ha)
- Liepu sala (3,6 ha)
- Mazā Bernatava (2,3 ha)
- Mazā Vītolu (Mazā Verbas) sala (0,06 ha)
- Medvedka (1,24 ha)
- Niedru sala (0,12 ha)
- Ozolu sala (0,66 ha)
- Plikā sala (0,1 ha)
- Starpsalu sala (0,54 ha)
- Šķērša sala (3,9 ha)
- Vanagišku sala (1,18 ha)
- Veprinīša sala (1,06 ha)
- Vidējā Luņu sala (1,21 ha)
- Vorotnijas sala (0,59 ha)